# Grammy Award voor Best Pop Vocal Album

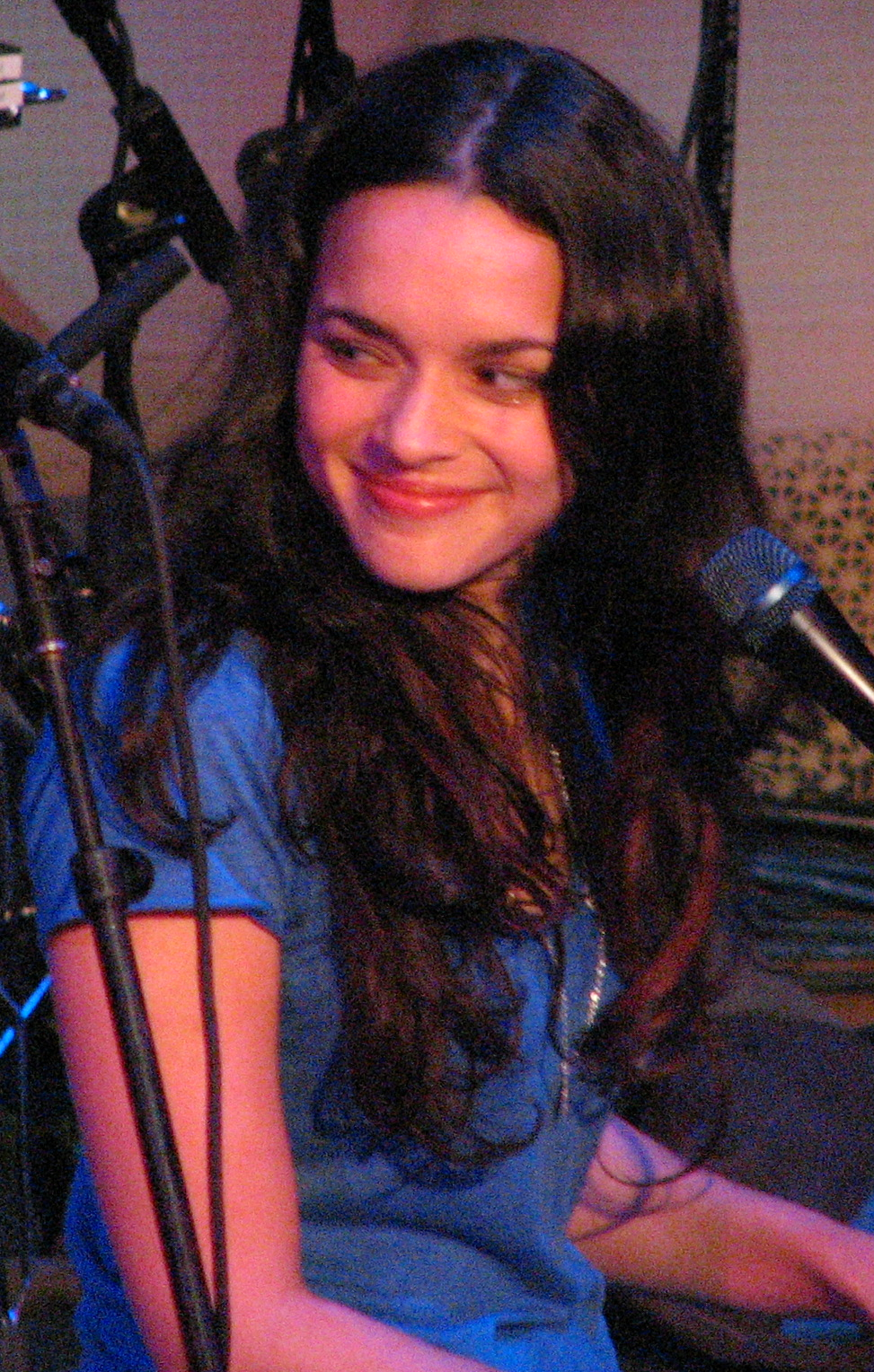
Het debuutalbum van Norah Jones, Come Away with Me, won deze prijs en Album van het Jaar in 2003.

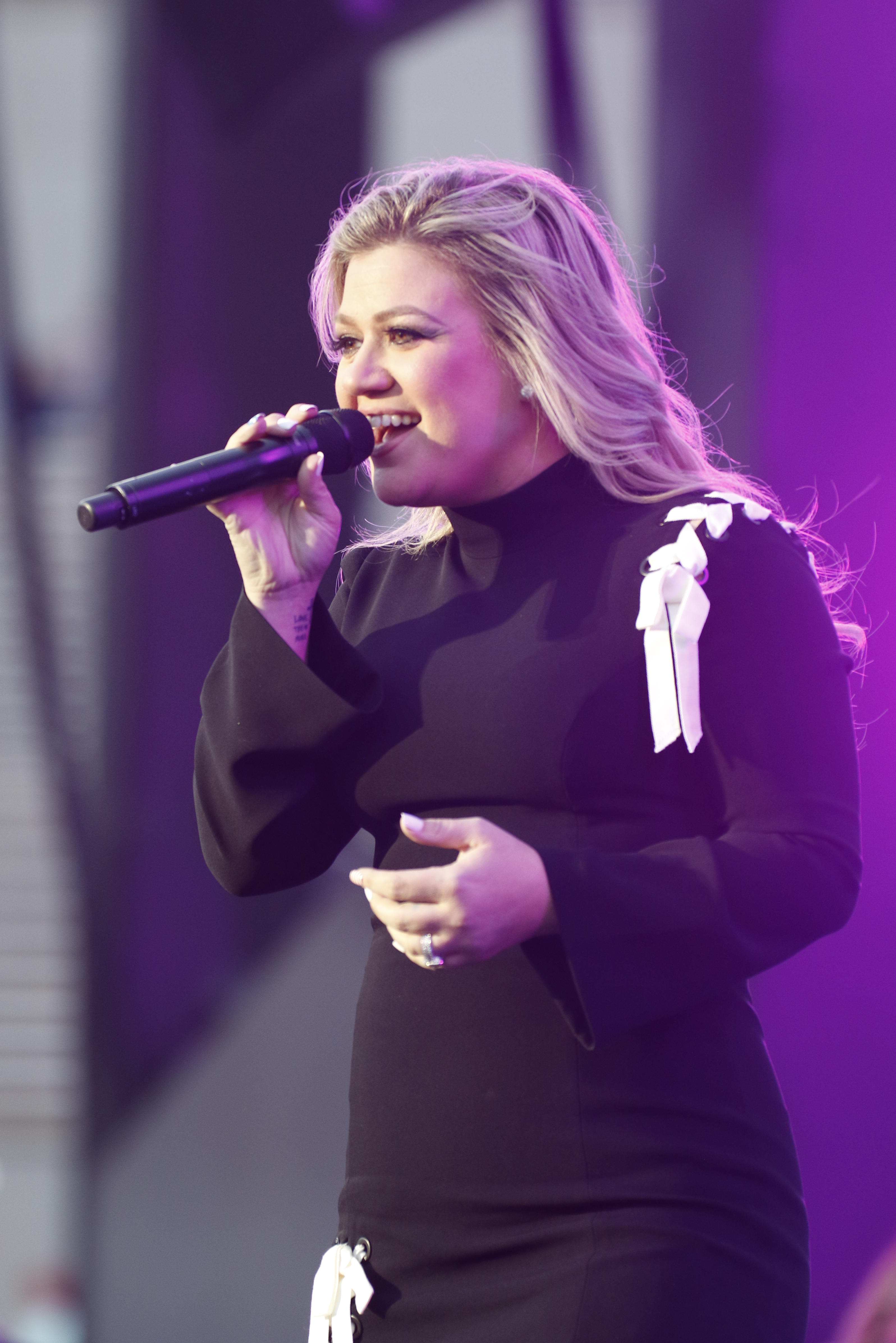
Kelly Clarkson heeft de meeste nominaties (zes) en is de eerste artiest die deze prijs twee keer wint. Breakaway won in 2006; Stronger won in 2013.

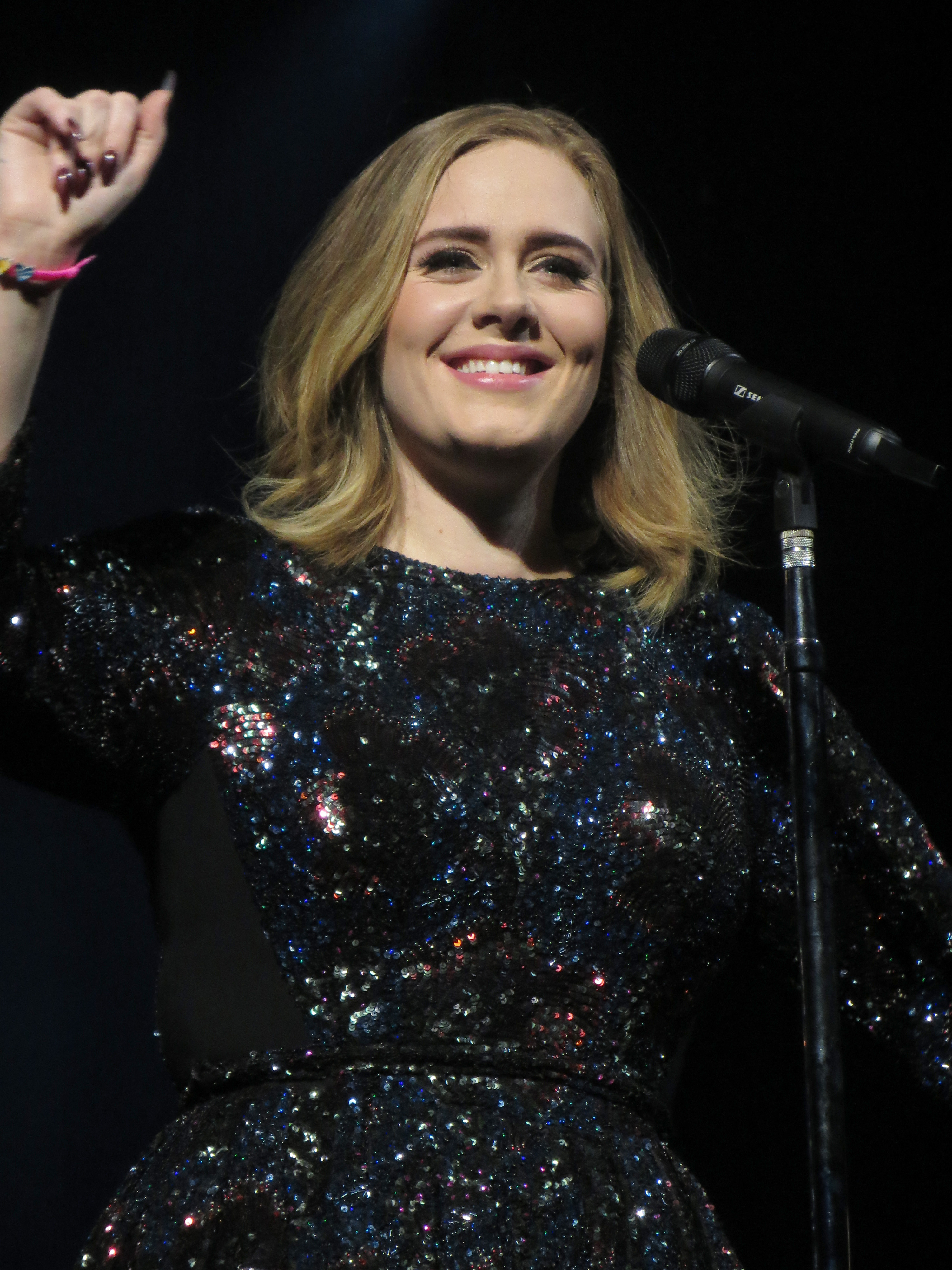
Adele heeft deze prijs twee keer gewonnen: in 2012 voor 21 en in 2017 voor 25. Beide albums wonnen ook de prijs voor Album van het Jaar.

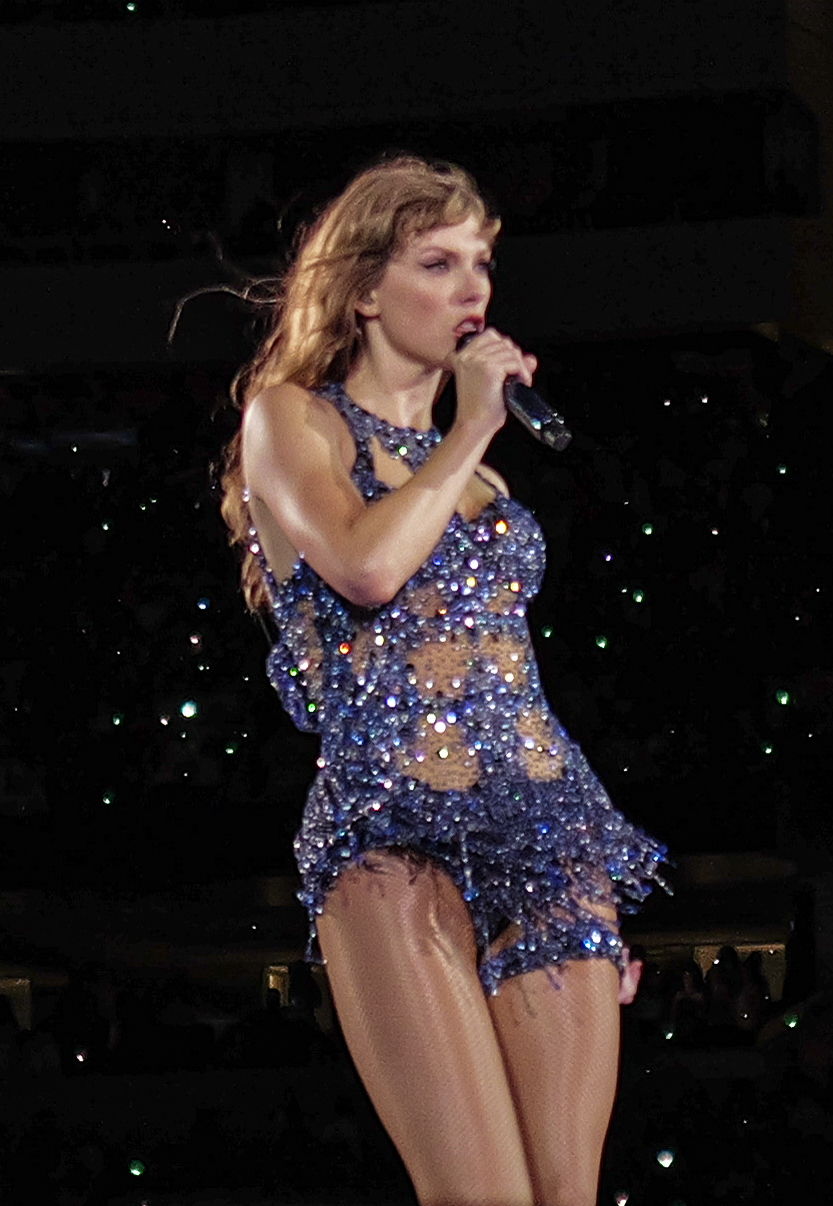
Tweevoudig winnaar Taylor Swift, won voor 1989 in 2016 en voor Midnights in 2024. Beide albums zijn uitgeroepen tot Album van het Jaar.

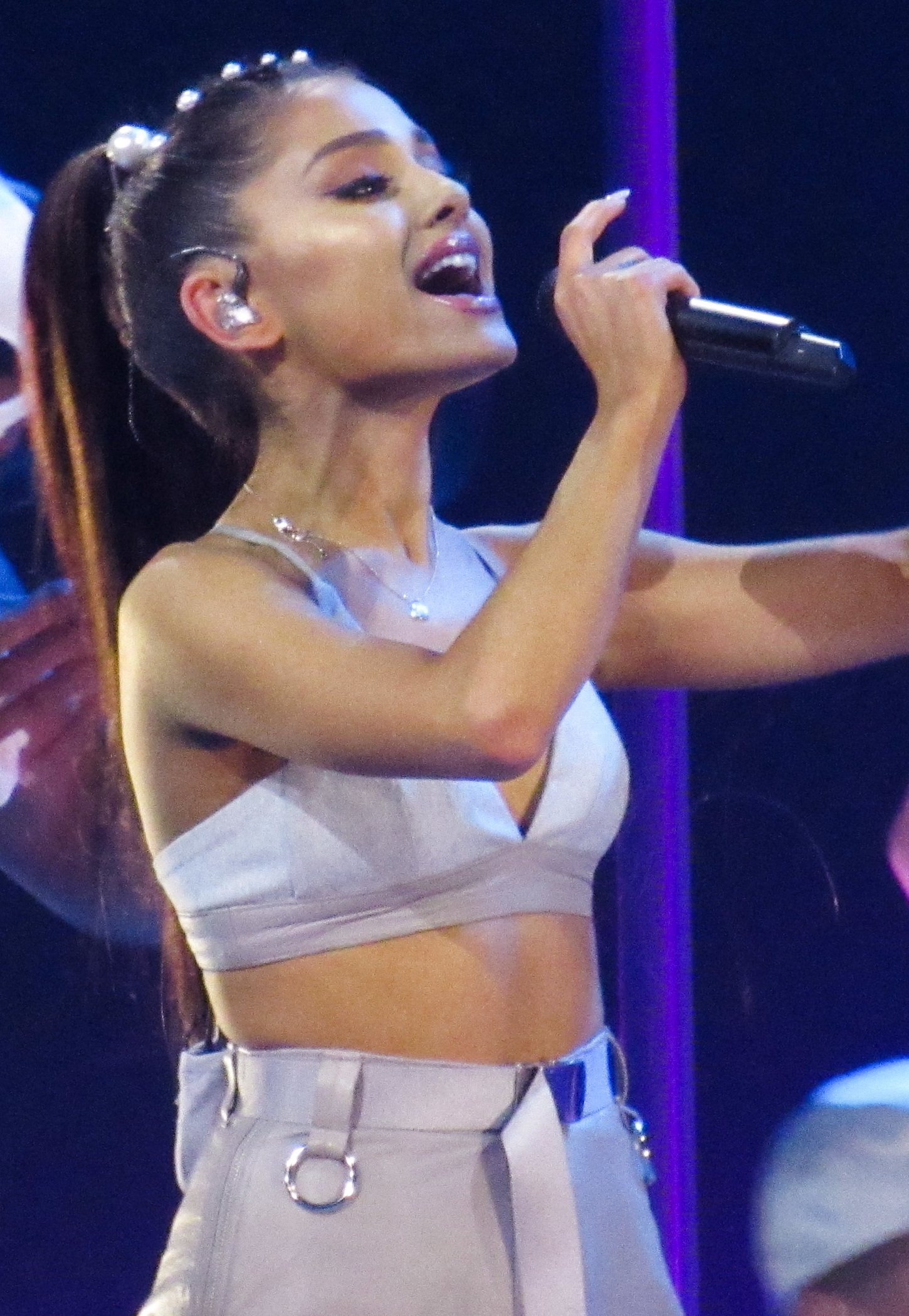
Ariana Grande werd vijf keer genomineerd voor deze prijs en won hem in 2019 voor Sweetener.

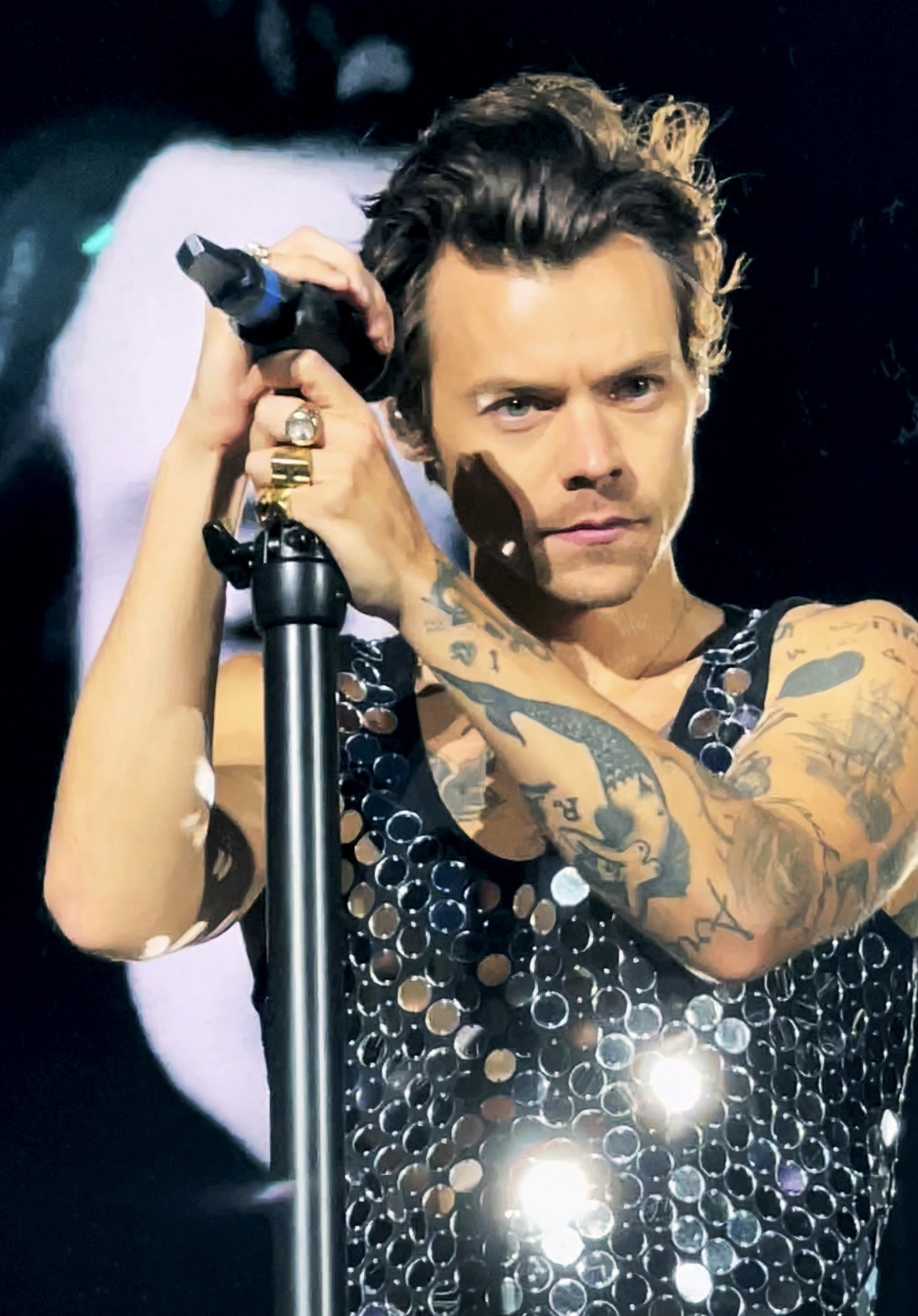
Harry Styles won deze prijs en won ook de prijs voor Album van het Jaar voor Harry's House in 2023.

De Grammy Award voor Best Pop Vocal album is een onderscheiding die wordt uitgereikt tijdens de Grammy Awards, aan artiesten die kwalitatief hoogstaande vocale popmuziekalbums hebben uitgebracht. Jaarlijks worden er door de National Academy of Recording Arts and Sciences van de Verenigde Staten prijzen in verschillende categorieën uitgereikt om ‘artistieke prestaties, technische vaardigheden en algemene uitmuntendheid in de opname-industrie te eren, ongeacht de albumverkoop of de positie in de hitlijsten.’ 
De award werd voor het eerst uitgereikt in 1968 tijdens de 10e Grammy Awards. Toen heette de categorie nog Best Contemporary Album aan The Beatles voor Sgt. Pepper's Lonely Hearts Club Band. De categorie werd daarna stopgezet tot 1995. Daarna kreeg het een nieuwe naam Best Pop Album. In 2001 werd de categorie bekend als Best Pop Vocal Album. Volgens de categoriebeschrijvingsgids voor de 52ste Grammy Awards wordt de prijs uitgereikt aan artiesten die ‘albums uitvoeren die voor ten minste 51% bestaan uit nieuw opgenomen popvocale nummers’. 
De prijs gaat naar de artiest, producer en mixer, op voorwaarde dat ze aan meer dan 50% van de speeltijd op het album hebben gewerkt. Een producer of mixer die aan minder dan 50% van de speeltijd heeft gewerkt, evenals de mastering engineer, winnen geen prijs, maar kunnen wel een winnaarscertificaat aanvragen. 
Adele, Kelly Clarkson en Taylor Swift zijn de enigen die deze prijs twee keer hebben gewonnen. Clarkson was de eerste die twee keer won. Clarkson is met zes nominaties, de meest genomineerde artiest in deze categorie. 

## Winnaars
| Jaar | Winnaar | Werk                                     | Genomineerden |
| ---- | --- | ---------------------------------------- | --- |
| 1968 | The Beatles | Sgt. Pepper's Lonely Hearts Club Band    | - The Association – Insight Out - Vikki Carr – It Must Be Him - The 5th Dimension – Up, Up and Away - Bobbie Gentry – Ode to Billie Joe                                            |
| 1995 | Bonnie Raitt | Longing in Their Hearts                  | - Ace of Base – The Sign - José Carreras, Plácido Domingo and Luciano Pavarotti with Zubin Mehta – The Three Tenors in Concert 1994 - Lyle Lovett – I Love Everybody - Seal – Seal |
| 1996 | Joni Mitchell | Turbulent Indigo                         | - Mariah Carey – Daydream - Eagles – Hell Freezes Over - Annie Lennox – Medusa - Madonna – Bedtime Stories                                                                         |
| 1997 | Celine Dion | Falling into You                         | - Toni Braxton – Secrets - Tracy Chapman – New Beginning - Shawn Colvin – A Few Small Repairs - Sting – Mercury Falling                                                            |
| 1998 | James Taylor | Hourglass                                | - Paula Cole – This Fire - Fleetwood Mac – The Dance - Jamiroquai – Travelling Without Moving - Sarah McLachlan – Surfacing                                                        |
| 1999 | Madonna | Ray of Light                             | - Eric Clapton – Pilgrim - Celine Dion – Let's Talk About Love - Natalie Imbruglia – Left of the Middle - Brian Setzer Orchestra – The Dirty Boogie                                |
| 2000 | Sting | Brand New Day                            | - Backstreet Boys – Millennium - Cher – Believe - Ricky Martin – Ricky Martin - Sarah McLachlan – Mirrorball                                                                       |
| 2001 | Steely Dan - Walter Becker and Donald Fagen, producers; Phil Burnett, Roger Nichols, Dave Russell and Elliot Scheiner, engineers/mixers | Two Against Nature                       | - Don Henley – Inside Job - Madonna – Music - NSYNC – No Strings Attached - Britney Spears – Oops!...I Did It Again                                                                |
| 2002 | Sade - Sade Adu and Mike Pela, producers                                                                                                | Lovers Rock                              | - Nelly Furtado – Whoa, Nelly! - Janet Jackson – All for You - Elton John – Songs from the West Coast - NSYNC – Celebrity                                                          |
| 2003 | Norah Jones - Arif Mardin and Jay Newland, producers; S. Husky Höskulds and Jay Newland, engineers/mixers                               | Come Away with Me                        | - Avril Lavigne – Let Go - No Doubt – Rock Steady - Pink – Missundaztood - Britney Spears – Britney                                                                                |
| 2004 | Justin Timberlake - Chad Hugo and Pharrell Williams, producers; Serban Ghenea, engineer/mixer                                           | Justified                                | - Christina Aguilera – Stripped - George Harrison – Brainwashed - Annie Lennox – Bare - Michael McDonald – Motown                                                                  |
| 2005 | Ray Charles and various artists - John R. Burk, producer; Al Schmitt, engineer/mixer                                                    | Genius Loves Company                     | - Norah Jones – Feels like Home - Sarah McLachlan – Afterglow - Joss Stone – Mind Body & Soul - Brian Wilson – Brian Wilson Presents Smile                                         |
| 2006 | Kelly Clarkson - Clive Davis, producer; Serban Ghenea, engineer/mixer                                                                   | Breakaway                                | - Fiona Apple – Extraordinary Machine - Sheryl Crow – Wildflower - Paul McCartney – Chaos and Creation in the Backyard - Gwen Stefani – Love.Angel. Music. Baby.                   |
| 2007 | John Mayer - Steve Jordan, producer; Michael H. Brauer, Joe Ferla and Chad Franscoviak, engineers/mixers                                | Continuum                                | - Christina Aguilera – Back to Basics - James Blunt – Back to Bedlam - Elvis Costello and Allen Toussaint – The River in Reverse - Justin Timberlake – FutureSex/LoveSounds        |
| 2008 | Amy Winehouse - Mark Ronson, producer                                                                                                   | Back to Black                            | - Bon Jovi – Lost Highway - Feist – The Reminder - Maroon 5 – It Won't Be Soon Before Long - Paul McCartney – Memory Almost Full                                                   |
| 2009 | Duffy | Rockferry                                | - Sheryl Crow – Detours - Eagles – Long Road out of Eden - Leona Lewis – Spirit - James Taylor – Covers                                                                            |
| 2010 | Black Eyed Peas - Dylan Dresdow and Padriac Kerin, engineers/mixers                                                                     | The E.N.D.                               | - Colbie Caillat – Breakthrough - Kelly Clarkson – All I Ever Wanted - The Fray – The Fray - Pink – Funhouse                                                                       |
| 2011 | Lady Gaga - Lady Gaga and RedOne, producers; Robert Orton, RedOne and Dave Russell, engineers/mixers                                    | The Fame Monster                         | - Justin Bieber – My World 2.0 - Susan Boyle – I Dreamed a Dream - John Mayer – Battle Studies - Katy Perry – Teenage Dream                                                        |
| 2012 | Adele | 21                                       | - CeeLo Green – The Lady Killer - Lady Gaga – Born This Way - Bruno Mars – Doo-Wops & Hooligans - Rihanna – Loud                                                                   |
| 2013 | Kelly Clarkson - Serban Ghenea and John Hanes, engineers/mixers                                                                         | Stronger                                 | - Florence and the Machine – Ceremonials - Fun – Some Nights - Maroon 5 – Overexposed - Pink – The Truth About Love                                                                |
| 2014 | Bruno Mars - Philip Lawrence, Ari Levine and Bruno Mars, producers; Ari Levine and Manny Marroquin, engineers/mixers                    | Unorthodox Jukebox                       | - Lana Del Rey – Paradise - Lorde – Pure Heroine - Robin Thicke – Blurred Lines - Justin Timberlake – The 20/20 Experience – The Complete Experience                               |
| 2015 | Sam Smith - Jimmy Napes, producer; Steve Fitzmaurice, engineer/mixer                                                                    | In the Lonely Hour                       | - Coldplay – Ghost Stories - Miley Cyrus – Bangerz - Ariana Grande – My Everything - Katy Perry – Prism - Ed Sheeran – x                                                           |
| 2016 | Taylor Swift - Max Martin and Shellback, producers                                                                                      | 1989                                     | - Kelly Clarkson – Piece by Piece - Florence and the Machine – How Big, How Blue, How Beautiful - Mark Ronson – Uptown Special - James Taylor – Before This World                  |
| 2017 | Adele - Tom Elmhirst, engineer/mixer | 25                                       | - Justin Bieber – Purpose - Ariana Grande – Dangerous Woman - Demi Lovato – Confident - Sia – This Is Acting                                                                       |
| 2018 | Ed Sheeran - Ed Sheeran, producer; Joe Rubel, Chris Sclafani and Mark "Spike" Stent, engineers/mixers                                   | ÷                                        | - Coldplay – Kaleidoscope EP - Lana Del Rey – Lust for Life - Imagine Dragons – Evolve - Kesha – Rainbow - Lady Gaga – Joanne                                                      |
| 2019 | Ariana Grande - Pharrell Williams, producer; Mike Larson, engineer                                                                      | Sweetener                                | - Camila Cabello – Camila - Kelly Clarkson – Meaning of Life - Shawn Mendes – Shawn Mendes - Pink – Beautiful Trauma - Taylor Swift – Reputation                                   |
| 2020 | Billie Eilish - Finneas O'Connell, producer; Rob Kinelski and Finneas O'Connell, engineers/mixers                                       | When We All Fall Asleep, Where Do We Go? | - Beyoncé – The Lion King: The Gift - Ariana Grande – Thank U, Next - Ed Sheeran – No.6 Collaborations Project - Taylor Swift – Lover                                              |
| 2021 | Dua Lipa | Future Nostalgia                         | - Justin Bieber – Changes - Lady Gaga – Chromatica - Harry Styles – Fine Line - Taylor Swift – Folklore                                                                            |
| 2022 | Olivia Rodrigo - Dan Nigro, producer | Sour                                     | - Justin Bieber – Justice (Triple Chucks Deluxe) - Doja Cat – Planet Her (Deluxe) - Billie Eilish – Happier Than Ever - Ariana Grande – Positions                                  |
| 2023 | Harry Styles | Harry's House                            | - ABBA – Voyage - Adele – 30 - Coldplay – Music Of The Spheres - Lizzo – Special                                                                                                   |
| 2024 | Taylor Swift | Midnights                                | - Kelly Clarkson – Chemistry - Miley Cyrus – Endless Summer Vacation - Olivia Rodrigo – Guts - Ed Sheeran – −                                                                      |
| 2025 | Sabrina Carpenter | Short n' Sweet                           | - Billie Eilish – Hit Me Hard and Soft - Ariana Grande – Eternal Sunshine - Chappell Roan – The Rise and Fall of a Midwest Princess - Taylor Swift - The Tortured Poets Department |

## Artiesten met meerdere overwinningen
2 overwinningen
- Adele
- Kelly Clarkson
- Taylor Swift

## Artiesten met meerdere nominaties
6 nominaties
- Kelly Clarkson
- Ariana Grande
- Taylor Swift

5 nominaties
- Justin Timberlake

4 nominaties
- Justin Bieber
- Lady Gaga
- Pink
- Ed Sheeran

3 nominaties
- Adele
- Billie Eilish
- Coldplay
- Don Henley
- Madonna
- Paul McCartney
- Sarah McLachlan
- James Taylor